# Von Hedenberg
von Hedenberg är en svensk adelsätt.
Ättens äldste kände stamfader är Olof Andersson Hedenberg (död 1742), som var bryggare och handelsman i Stockholm och gift med Maria Pastor. I Anreps ättartavlor uppges att hans far var en gruvarbetare Olof Olofsson i Hedemora, medan Riddarhuset numera uppger att han var bördig från Falun. Sonen Anders Hedenberg studerade vid Uppsala universitet, blev medicine doktor, hovmedikus, kemist och ledamot av Vetenskapsakademien. Dennes hustru Anna Catharina Lewin var dotter till en brukspatron och grosshandlare i Stockholm.
Anders Hedenbergs ene son Carl August Hedenberg inträdde i armén och utmärkte sig i flera slag. Han blev överste och chef för Västerbottens regemente samt landshövding i Norrbottens län. Han adlades år 1816 med namnet von Hedenberg jämte 1809 års regeringsform, varmed endast huvudmannen har adlig värdighet. Ätten instroducerades året därefter på nummer 2245. Carl August nobil. von Hedenberg var gift med Hedvig Lyström, dotter till en klädesfabrikör, och fick 15 barn, däribland Robert von Hedenberg.
Äldste sonen Ludvig August von Hedenberg blev vid faderns död 1849 adelsman. Denne var löjtnant vid Norrbottens fältjägarkår, direktör för första distriktet av Salpetersjuderistaten och sist överstelöjtnant. Hans första hustru var Hanna Catharina Sophia Tinnerholm, vars far var postinspektor. Med henne fick han fyra söner, av vilka ätten fortlevde med den tredje, majoren vid Västerbottens regemente Reinhold Ludvig Andreas von Hedenberg som 1912 blev adelsman efter de äldre brödernas död. Ludvig August von Hedenberg gifte som änkling om sig med sin unga hushållerska Maria Charlotta Åman, en dotter till en indelt soldat från Bygdeå. I det äktenskapet föddes fyra döttrar, varav den yngsta var mor till poeten Gunnar Ekelöf.
Anders Hedenberg hade ytterligare tre barn. En dotter, Maria Sophia, gifte sig med friherre af Schmidt, och en annan, Anna Elisabeth, med friherre Rehbinder. Deras bror Carl Ludvig Hedenberg var verksam i Sankt Petersburg och gift med Lovisa Charlotta Wilhelmina Jägerhorn af Storby. År 1846 adlades han med namnet Hedenberg på Finlands riddarhus och introducerades där på nummer 212. Såväl den svenska som den finländska ätten fortlever.
Den finländska ättegrenen äger, driver och bebor Bastö gård i Pålsböle på Åland, en av landskapets största gårdar och en av de få med herrgårds-karaktär.

## Personer med namnet
- Angur von Hedenberg
- Carl August von Hedenberg
- Robert von Hedenberg